# 韋希加
韋希加，是肯尼亞的城鎮，位於該國西部，由西部省負責管轄，是韋希加郡的首府，處於赤道以北5公里，海拔高度1,594米，2009年人口118,696。
0°3′0″N 34°43′30″E / 0.05000°N 34.72500°E